# Carlos Ramos Ibarra
Carlos Josafat Ramos Ibarra (Celaya Guanajuato México, 12 de diciembre de 1986). Es un futbolista mexicano que juega en la demarcación de Defensa en el Venados FC del Ascenso MX.

## Trayectoria
Empezó su carrera desde segunda división profesional en el equipo de ART (alto rendimiento tuzo club pachuca) posteriormente en el equipo de la UAEH Universidad Autónoma Del Estado De Hidalgo, con el Club Celaya en 2008 club con el que logró al ascenso a la liga de ascenso jugando más de 100 partidos con el equipo algunos como titular permaneciendo en la institución hasta el Apertura 2012 ya que fue contratado por el Correcaminos de la UAT de la misma categoría estando por dos años actualmente acabó de ser firmado con el Club Necaxa bajo el pedido explícito de Miguel de Jesús Fuentes técnico que lo conoce ya que lo había dirigido antes en el Celaya.

### Clubes
| Club               | País          | Año             | Partidos | Goles | Media |
| ------------------ | ------------- | --------------- | -------- | ----- | ----- |
| Celaya F.C         | México        | 2008 - 2012     | 124      | 13    | 0.1   |
| Correcaminos U.A.T | México        | 2013 - 2014     | 26       | 0     | 0     |
| Club Necaxa        | México        | 2014 - 2016     | 42       | 2     | 0.05  |
| Club Zacatepec     | México        | 2016 - 2017     | 16       | 0     | 0     |
| Atlético San Luis  | México        | 2017 - Presente | 13       | 0     | 0     |
| Celaya FC          | México        | 2018            | 1        | 0     | 0     |
| Venados FC         | México        | 2019 - Presente | 15       | 1     | 0.07  |
| Total carrera      | Total carrera | Total carrera   | 237      | 16    | 0.07  |

## Títulos

### Campeonatos nacionales
| Título             | Club   | País   | Año  |
| ------------------ | ------ | ------ | ---- |
| Liga de Ascenso    | Necaxa | México | 2014 |
| Liga de Ascenso    | Necaxa | México | 2016 |
| Campeón de Ascenso | Necaxa | México | 2016 |